# I Bet You Look Good on the Dancefloor
I Bet You Look Good on the Dancefloor er en komposition af bandet, The Arctic Monkeys, som udgør a-siden på deres debut-single. Singlen bliver udgivet 17/10- 05 på selskabet Domino. 
Teksten er eftersigende inspireret af fodboldspilleren, Peter Crouchs robot-dans, som denne gav sig i kast med efter scoringer i sommeren 2006. 